# Nosoczub czarnogardły
Nosoczub czarnogardły (Calyptomena whiteheadi) – gatunek średniej wielkości ptaka z rodziny nosoczubów (Calyptomenidae). Występuje endemicznie na wyspie Borneo, lecz nie jest zagrożony wyginięciem.

## Taksonomia
Gatunek opisał po raz pierwszy Richard Bowdler Sharpe w roku 1887, pod obecną nazwą naukową Calyptomena whiteheadi. Holotyp zebrano na górze Kinabalu, na wysokości około 900 m n.p.m. Odłowił go John Whitehead, do czego nawiązuje nazwa gatunkowa whiteheadi. Gatunek monotypowy.

## Morfologia
Całkowita długość ciała wynosi 24–27 cm. Masa ciała samców waha się pomiędzy 142 a 171 g, zaś samic 150 a 163 g. Pozostałe wymiary dla okazów z Muzeum Brytyjskiego (dla samców), tym samym zebranych przez Whiteheada: skrzydło 16,1 cm, ogon 8,1 cm. Samicę określono jako „mniejszą”. Największy spośród nosoczubów o przeważającej barwie zielonej. U samców upierzenie w większości żywozielone. Pióra na czole niemalże ukrywają dziób. Z wierzchu głowy występuje nieco czarnej barwy, zaś za pokrywami usznymi widoczna czarna plama, kolejna znajduje się na karku. Lotki i sterówki czarniawe. Lotki II rzędu posiadają jednak zielone obrzeżenia. Na gardle szeroka czarna plama nagiej skóry. Spód ciała posiada czarne kreskowanie. Tęczówka ciemnobrązowa. Samica mniejsza od samca, pióra na czole mniej napuszone.

## Zasięg występowania
Nosoczub czarnogardły występuje endemicznie na wyspie Borneo w jej północnej i centralnej części; tym samym spotyka się go na terenie należącym do trzech państw – Brunei, Malezji i Indonezji. Środowisko życia stanowią górskie lasy i ich obrzeża. Spotykany zazwyczaj na wysokości 900–1700 m n.p.m., ale odnotowany do 1980 m n.p.m.

## Pożywienie
Gatunek głównie owocożerny, zjada jednak małe ilości owadów. Zjadane owoce wahają się rozmiarami od jagód po pestkowce większe od śliwek. Odnotowano także silnie pachnące owoce Litsea cubica (wawrzynowate) oraz inne do 15 x 20 mm. Większość zdobyczy połyka w całości. W żołądkach znajdywano także owady, a raz obserwowano osobnika łapiącego ćmy. Żeruje zazwyczaj samotnie, niekiedy w małych, hałaśliwych grupach na owocujących drzewach. Czasami przyłącza się do wielogatunkowych stad.

## Lęgi
Mało informacji nt. gniazdowania. Okres lęgowy prawdopodobnie trwa od marca do czerwca. Na rok 2003 dostępny był jeden opis gniazda. Przytwierdzone było do smukłej gałęzi na wysokości około 15 m nad ziemią. Zewnętrzny budulec stanowił zielony mech, zaś wewnątrz wyściółkę tworzyły liście bambusa. Gniazdo posiadało „ogon” z mchu i porostów, maskujący gniazdo wśród zwisających mchów i porostów. Zniesienie (informacje dla 3 lęgów) liczy 1–2 jaja. Brak informacji dotyczących inkubacji i opieki nad młodymi.

## Status
Nosoczub czarnogardły klasyfikowany jest przez IUCN jako gatunek najmniejszej troski (LC, Least Concern) nieprzerwanie od 1988 roku. Liczebność populacji nie została oszacowana, ale ptak ten opisywany jest jako stosunkowo pospolity. Trend liczebności populacji uznawany jest za spadkowy. Spotykany na terenie jednego Endemic Bird Area (wytyczanego podobnie jak IBA przez BirdLife International) oraz w Parku Narodowym Kinabalu oraz PN Gunung Mulu. Status zagrożenia i ekologia tego gatunku wymagają dalszych badań.